# Бієле Воде (Глина)
Бієле Воде (хорв. Bijele Vode) — населений пункт у Хорватії, у Сисацько-Мославинській жупанії у складі міста Глина.

## Населення
Населення за даними перепису 2011 року становило 67 осіб.
Динаміка чисельності населення поселення:

## Клімат
Середня річна температура становить 10,67 °C, середня максимальна – 25,15 °C, а середня мінімальна – -6,43 °C. Середня річна кількість опадів – 1050 мм.
| Клімат поселення                              | Клімат поселення | Клімат поселення | Клімат поселення | Клімат поселення | Клімат поселення | Клімат поселення | Клімат поселення | Клімат поселення | Клімат поселення | Клімат поселення | Клімат поселення | Клімат поселення | Клімат поселення |
| Показник                                      | Січ.             | Лют.             | Бер.             | Квіт.            | Трав.            | Черв.            | Лип.             | Серп.            | Вер.             | Жовт.            | Лист.            | Груд.            |                  |
| Середній максимум, °C                         | 6,85             | 8,87             | 13,30            | 17,51            | 21,98            | 25,15            | 24,22            | 23,58            | 20,12            | 15,28            | 9,61             | 5,36             |                  |
| Середня температура, °C                       | 0,22             | 2,23             | 6,65             | 10,88            | 15,32            | 18,51            | 20,23            | 19,61            | 16,13            | 11,28            | 5,61             | 1,36             |                  |
| Середній мінімум, °C                          | −6,43            | −4,4             | 0,02             | 4,22             | 8,70             | 11,86            | 16,24            | 15,59            | 12,14            | 7,29             | 1,63             | −2,63            |                  |
| Норма опадів, мм                              | 65               | 64               | 74               | 87               | 90               | 98               | 92               | 93               | 97               | 100              | 107              | 83               |                  |
| Середньомісячна швидкість вітру, м/с          | 1.66             | 1.81             | 2.21             | 2.11             | 1.93             | 1.76             | 1.71             | 1.60             | 1.58             | 1.65             | 1.72             | 1.73             |                  |
| Середньомісячна сонячна радіація, кДж/м²·день | 4331             | 7070             | 10704            | 15190            | 19367            | 21422            | 22647            | 19530            | 14440            | 9065             | 4815             | 3576             |                  |
| --------------------------------------------- | ---------------- | ---------------- | ---------------- | ---------------- | ---------------- | ---------------- | ---------------- | ---------------- | ---------------- | ---------------- | ---------------- | ---------------- | ---------------- |
| Джерело:                                      |                  |                  |                  |                  |                  |                  |                  |                  |                  |                  |                  |                  |                  |